# Diana Nuñez
Diana Maria Nuñez, född 13 juli 1950 i San Antonio, Texas, är en amerikanskfödd svensk körsångerska och artist. 
Diana Nuñez var medlem i bandet Gimmicks som kom tvåa i Melodifestivalen 1975 med "Sången lär ha vingar" och var efteråt med i festivalkören ett antal gånger. År 1977 bildade hon sånggruppen Tre Damer tillsammans med Anita Strandell och Inger Öst. Numera har Mia Adolphson ersatt Inger Öst.
Diana Nuñez kom tillbaka som soloartist i samband med Melodifestivalen 1991, där hon sjöng sången "Kärlekens dans" men slutade oplacerad.
Hon har även lånat ut sin röst till hyenan Shenzi i den svenskspråkiga dubbningen till Disneyfilmen Lejonkungen från 1994.